# Lucien de la Rive
Lucien de la Rive (* 3. April 1834 in Choulex; † 4. Mai 1924 in Genf) war ein Schweizer Physiker.
Seine Eltern waren Auguste Arthur de la Rive und Jeanne-Mathilde geborene Duppa. Seit 1867 war er mit Louise Schérer, einer Tochter des Theologen, Literaturkritikers und Politikers Edmond Schérer, verheiratet.
Er studierte an der Akademie in Genf und an der École polytechnique in Paris.
Von 1863 bis 1918 veröffentlichte er zahlreiche mathematisch-physikalische Schriften zu Gravitation, Elektronentheorie und über die maxwellschen Gleichungen.
Von 1889 bis 1893 forschte er mit Emile Édouard Sarasin (1843–1917) über die hertzschen Wellen und wies die Lichtgeschwindigkeit in den Drähten nach. In Dublin beteiligte sich George Francis FitzGerald an dem Repetitorium. Nachdem sie Hertz’ Experiment mit Langwellen 1893 in der großen Halle der Genfer Wasserwerke wiederholten, stimmten die Ergebnisse mit Maxwells Theorie überein. Hertz’ frühere Messungen der Wellenlängen wurden durch Reflexionen an den Wänden des Unterrichtsraums gestört, in dem er experimentierte.
De la Rive verfasste Essays über Henri Poincaré. 1870 publizierte Übersetzungen von Alfred Tennyson, schrieb zwischenzeitlich  literarische Werke und schrieb 1886 einen Aufsatz über John Milton.
1909 verlieh ihm die Universität Genf den Dr. h. c.

## Veröffentlichungen
- Über die Anzahl unabhängiger Gleichungen eines Systems von elektr. Strömen; 1863 (vgl. Kirchhoffsche Regeln von 1845)
- Zur Aberration des Lichtes in Einsteins Relativitätstheorie; 1914